# Globe Motors Company
Globe Motors Company war ein US-amerikanischer Hersteller von Automobilen.

## Unternehmensgeschichte
Charles H. Davies war Gründer, Vizepräsident und Generalmanager des Motorenherstellers Supreme Motors Corporation. Er verließ das Unternehmen und gründete im September 1920 sein eigenes Unternehmen zur Automobilproduktion. Der Sitz war in Cleveland in Ohio. Der Markenname lautete Globe. 1921 endete die Produktion und 1922 die Vermarktung.

## Fahrzeuge
Im Angebot stand mit dem Globe Four nur ein Modell. Der Vierzylindermotor stammte von Supreme. Er war mit 18,2 PS eingestuft und leistete 39 PS. Das Fahrgestell hatte 292 cm Radstand. Ein Tourenwagen mit fünf Sitzen, ein Roadster und ein besonders sportlicher Roadster standen zur Wahl. Besonderheiten waren Innenraum- und Motorraumbeleuchtung.